# ألكساندرينا كانتاكوزينو
ألكساندرينا «ديدينا» كانتاكوزينو (بالرومانية: Alexandrina Cantacuzino) (الاسم عند الولادة: ألكساندرينا بالادي، وتُعرف أيضًا باسم ألكساندرينا غريغوري كانتاكوزينو) (20 سبتمبر 1876-أواخر عام 1944)، ناشطة سياسية رومانية، وخبيرة في الشؤون الإنسانية ودبلوماسية، وهي واحدة من الناشطات السياسيات الرائدات في بلادها في عشرينيات وثلاثينيات القرن العشرين. شغلت منصب نائبة رئيس المجلس الدولي للمرأة بصفتها زعيمة المجلس الوطني للمرأة الرومانية ورابطة النساء الرومانيات ممَثلة للتحالف الدولي للمرأة، بالإضافة إلى رومانيا، في عصبة الأمم. تصادمت معتقداتها النسوية ومظهرها الدولي مع تعصبها لوطنيتها ودعمها لعلم النسل وتحولها في النهاية إلى الفاشية.
كانت كانتاكوزينو عضوًا في طبقة النبلاء الرومانية، حصلت على لقب «الأميرة» بعد زواجها من مالك الأرض الثري غريغوري جورجي كانتاكوزينو. قادتها نخبويتها ونسويتها إلى الانضمام إلى الجمعية الوطنية الأرثوذكسية الخيرية للمرأة في رومانيا من الطبقة العليا، والتي أصبحت رئيسة لها بعد الحرب العالمية الأولى. كانت ممرضة في زمن الحرب، وأصبحت المنادي الرسمي لمبادرات إحياء ذكرى الحرب (والمسئولة في جزء كبير منها عن ضريح ميراسيستي). دعمت القيود المطبقة على حق المرأة في التصويت ضمن إطار الشركات بعد مشاركتها في المجلس القومي للمرأة الرومانية، ففقدت بذلك دعم النساء الليبراليات، ولكنها تمكنت من بناء علاقات مع السياسيين الفاشيين. انعكست سياسات كانتاكوزينو داخل رابطة النساء الرومانيات في تشريع الأنظمة الفاشية في الحرب العالمية الثانية، فكانت البداية من حزب جبهة النهضة الوطنية.
حولت كانتاكوزينو دعمها عن حكومة رجل الدولة يون أنتونيسكو في أوائل عام 1941 تعاطفًا مع الحرس الثوري الفاشي للحرس الذي كان ابنها أليكو مجندًا فيه. انتقدت حكومة أنتونيسكو بعد مذبحة أوديسا التي حصلت في عام 1941 بعد أن أبلغت عصبة الأمم في وقت سابق عن الأضرار الناجمة عن الحرب الأهلية الإسبانية. كانت هذه آخر قضية علنية معروفة لها. توفيت كانتاكوزينو في ظل ظروف غامضة بعد سقوط حكومة أنتونيسكو بوقت قصير.

## سيرتها الذاتية

### النشأة
ولدت ألكساندرا بالادي، المعروفة أيضًا باسم ديدينا، في سيوكانيشتي، وهي الآن قرية في مقاطعة دامبوفيتسا (والتي كانت جزءًا من مقاطعة إيلفوف في عام 1876). عُرف تاريخ ميلادها في 20 سبتمبر في عام 1876، وتذكر مصادر أخرى أنها وُلدت في عام 1877 أو 1881. وُلدت في الطبقة العليا من البويار. حصل والدها، المقدم ثيودور بالادي (1847/1853-1916)، الأرستقراطي من المنطقة الشرقية لمولدافيا على التمييز في القوات البرية الرومانية. كانت والدتها، التي تدعى أيضًا ألكساندرينا (1845/1848-1881)، من بويار كريتزوليسكو في والاشيا، وريثة ملكية كبيرة. انحدرت ألكساندرينا من منزل آخر من البويار من خلال والدتها، وهو منزل عائلة غيكاس التي امتلكت مزرعة في سيوكانيشتي.

### ممرضة في الحرب العالمية الأولى
وضعت بداية الحرب العالمية الأولى رومانيا في موقف حساس. حافظت خزنة الحزب الليبرالي الوطني بقيادة السياسي يون آي. سي. بريتيانو على إبقاء البلاد في حالة حياد من عام 1914 إلى صيف عام 1916. انقسم الرأي العام بشكل حاد بين مؤيدي قوى الوفاق والجرمانوفيليين الذين كانوا يفضلون القوى المركزية وخاصة ألمانيا. تذبذب غريغوري كانتاكوزينو بين الجانبين، وارتبطت صحيفتيه (مينيرفا وسيرا) ارتباطًا وثيقًا بالجرمانية. اشترى كونسورتيوم ألماني الصحيفتين في سبتمبر في عام 1914 وأصبحت أبواقًا للدعاية الألمانية.
وافق الملك فرديناند الأول ورئيس الوزراء بريتيانو على الانضمام إلى الحرب ضد القوى المركزية بعد معاهدة عام 1916 مع الوفاق. أثر هذا في إيقاف انشقاق الجرمانوفيليين. تطوعت ألكساندرينا للعمل كممرضة. أصبحت مديرة المستشفى رقم 113 في أغسطس في عام 1916، والذي أُنشِئ في معهد الوطنية الأرثوذكسية الخيرية للمرأة في رومانيا في بوخارست بتمويل من البنك الوطني الروماني (مع المديرتين المساعدتين إيلينا أودوبيسكو وإيلينا بيرتيكاري). ب.دأ الجيش الروماني بالتراجع في كل مكان مع الألمان في بوخارست بحلول نهاية العام. لحق الملك والحكومة الجيش نحو مولدافيا حيث ظلوا محاصرين حتى عام 1918. أدى الغزو إلى تقسيم عائلة كانتاكوزينو بين أولئك الذين انضموا إلى النظام الألماني في بوخارست، وأولئك الذين حاربوا ضد الألمان في مولدافيا. استولى الجيش الإمبراطوري الألماني على قلعة زامورا، وكانت بمثابة مقر للحاكم الذي يُدعى أغسطس فون ماكينسن.

### الحرب العالمية الثانية والوفاة
شهدت المرحلة الأخيرة من تحركات كانتاكوزينو المهنية مشاركتها الجانبية في الاضطرابات السياسية في الحرب العالمية الثانية. سقط كارول من السلطة خلال أواخر عام 1940، وأنشأ الحرس الحديدي سلطة «الدولة الفيلقية الوطنية» الخاصة به. ترأسها رجل في الجيش ومؤيد سياسي يُدعى الكونداكيتور (القائد) يون أنتونيسكو بالنيابة عن ألكساندرينا كانتاكوزينو التي دخلت معه في الماضي. قالت روكسانا تشيشبيك عن مقتل أليكو إنه «لا علاقة له على ما يبدو بإظهار دعم كانتاكوزينو للنظام الفيلقي». كان قرارها بالانضمام إلى الحرس الحديدي مدفوعًا، ويعزو بوكور السبب إلى  «الانتهازية المطلقة أو لأنها كانت تأمل في استلام دور قيادي وقوي في مثل هذه الحركة الديناميكية»، وليس -على الأرجح- بسبب الخوف من الانتقام.
توفيت كانتاكوزينو في سبتمبر أو أكتوبر أو نوفمبر في عام 1944 عقب انقلاب الملك مايكل مباشرة الذي أسفر عن اعتقال أنتونيسكو وإدانة التحالف النازي الروماني. يدعي المؤرخ يون قسطنطين أنها انتحرت «لتفادي عذاب الاحتجاز في ظل النظام الشيوعي الروماني». نسبت روكسانا تشيشبيك سبب وفاة كانتاكوزينو إلى «الشيخوخة».
أُمِمت قلعة زامورا في السنوات التي تلت وفاة ألكساندرينا ثم تُبِعت لوزارة الداخلية وأًصلحت من قبل عائلة كانتاكوزينو بعد الثورة الرومانية في عام 1989، وأُعيدت بعدها إليهم في عام 2004 وبيعت لاحقًا إلى مالكين آخرين. صُنف قصر سيوكانيتشي الذي صادره جورجي كانتاكوزينو على أنه نصب تاريخي ومنزل لقضاء إجازة اتحاد الكتاب، ولكن ليس قبل أن تدمره النقابات المحلية تمامًا. أُمِّم أيضًا في عام 1949 ولم يتوقفوا عن نهبه بعد ذلك التاريخ.